# الحدود الأرجنتينية البوليفية

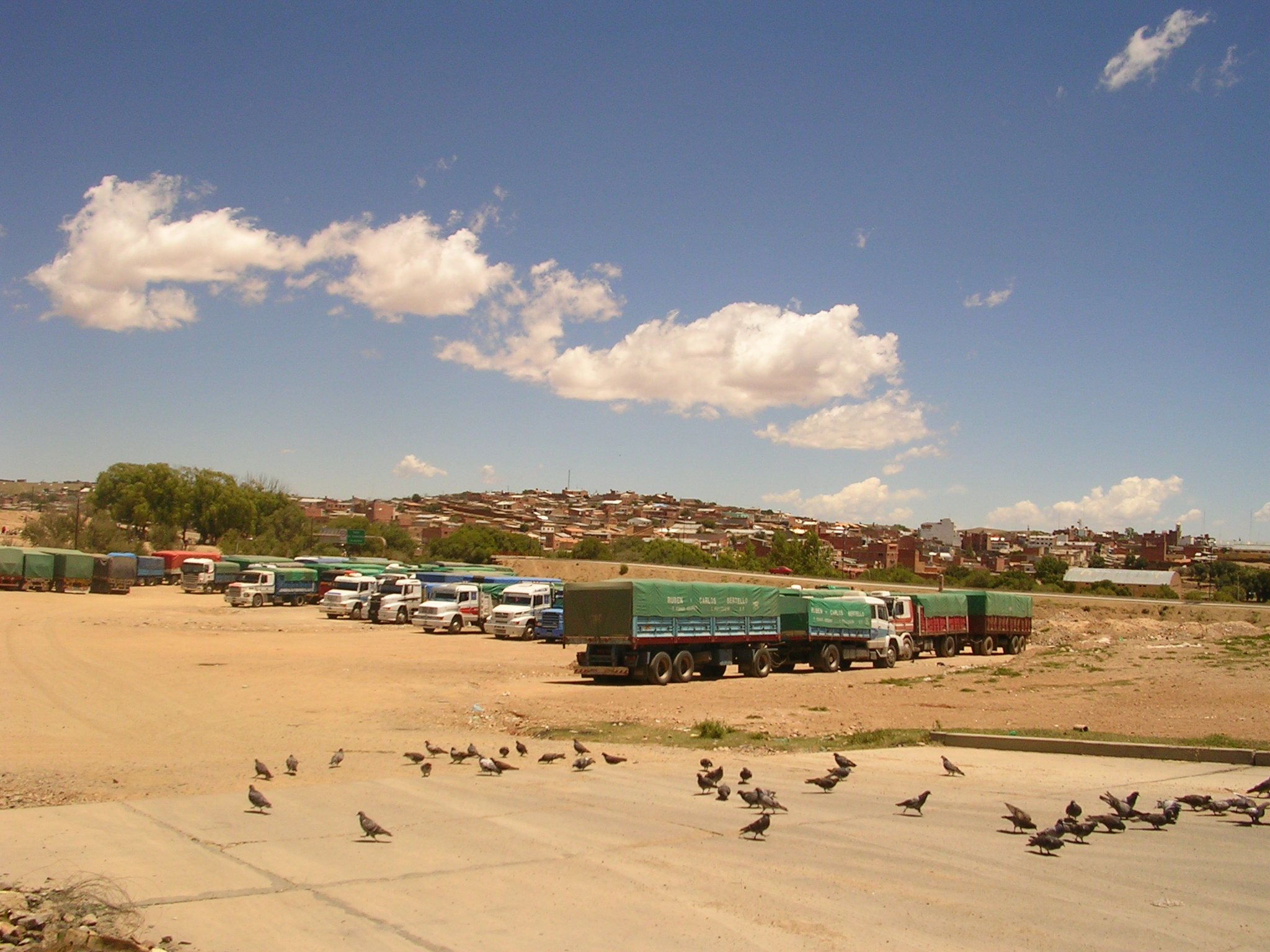
المركز الحدودي لاكوياكا.

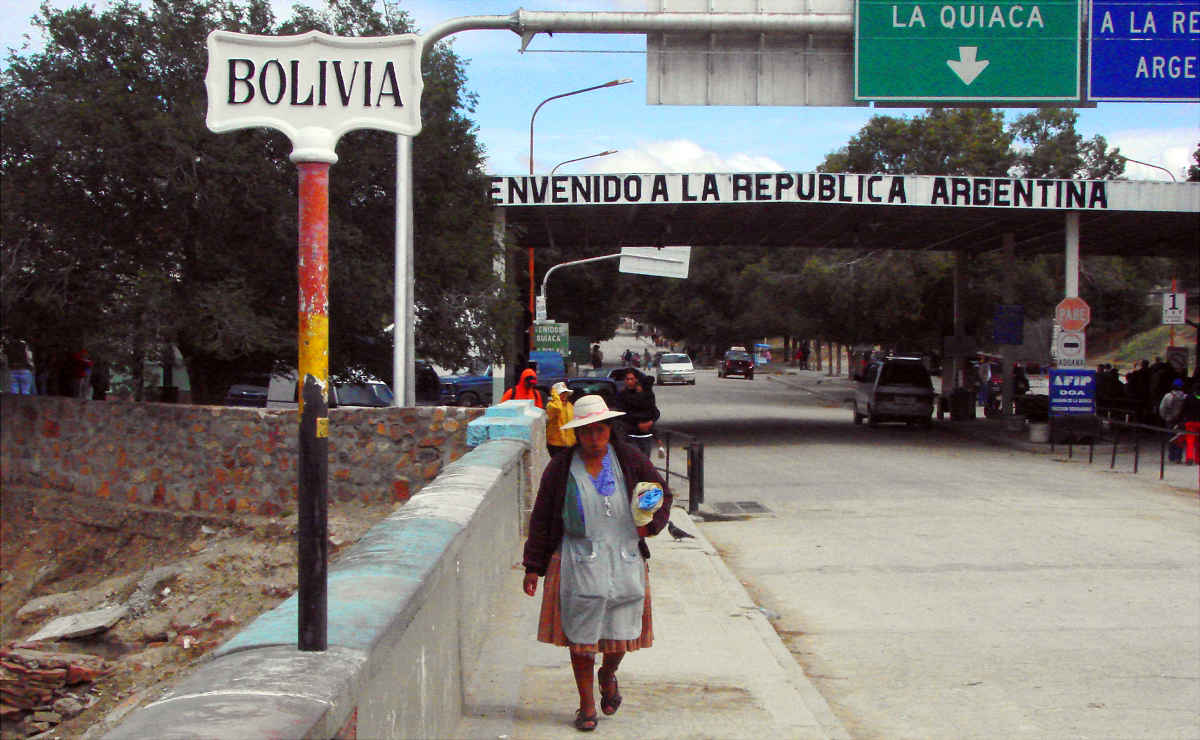
الحدود من بوليفيا.

الحدود الأرجنتينية البوليفية هي الحدود الدولية بين الأرجنتين وبوليفيا. من الغرب إلى الشرق، تمتد الحدود من ألتيبلانو إلى منطقة تشاكو عبر البيئة الاستوائية في يونغاس.

## نقاط العبور
من الشرق إلى الغرب هناك ثلاث نقاط عبور رئيسية:
- فيلازون - لا كوياكا ( جسر هوراسيو غوزمان الدولي فوق نهر لا كوياكا)
- برميجو - أغواس بلانكاس
- ياكويبا - سلفادور مازا (بوسيتوس) [1]